# Francesco Carlo di Sassonia-Lauenburg
Francesco Carlo di Sassonia-Lauenburg (2 maggio 1594 – Neuhaus, 30 novembre 1660) fu un principe di Sassonia-Lauenburg e generale durante la guerra dei Trent'anni.

## Biografia

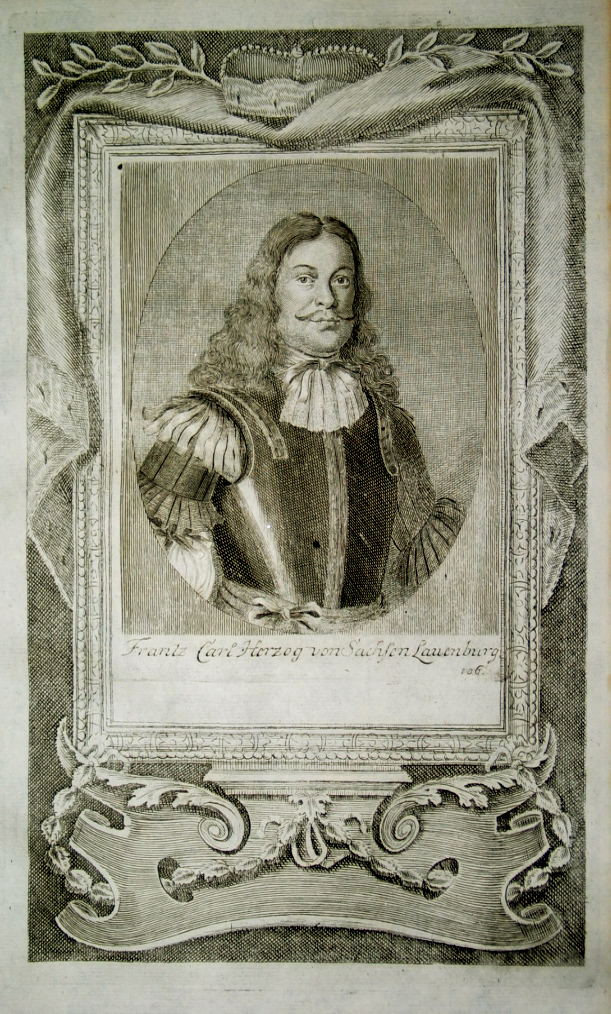

Francesco Carlo era figlio del duca Francesco II di Sassonia-Lauenburg (1547 - 1619) e della sua seconda moglie Maria di Brunswick-Lüneburg.
Nel 1619 Francesco Carlo e i suoi fratelli riconobbero in un accordo testamentario che il fratellastro maggiore Augusto avrebbe ereditato l'intero Ducato di Sassonia-Lauenburg. Francesco Carlo intraprese la carriera militare e, dopo aver servito in numero armi, egli infine si unì all'esercito protestante del conte Ernst von Mansfeld, con il quale combatté in Boemia contro l'imperatore Ferdinando II. Tre dei suoi fratelli combattevano invece nell'armata imperiale contro di lui. Nel 1623 il fratello maggiore di Francesco Carlo, Giulio Enrico, arrivò ad una riconciliazione con l'imperatore.
Durante una riunione di principi protestanti a Lauenburg avvenuta nel 1625 venne deciso di affidare la Bassa Sassonia alla protezione di re Cristiano IV di Danimarca, contro l'Imperatore e la sua Lega Cattolica. Francesco Carlo reclutò un nuovo reggimento per il re danese che acquartierò nel Sassonia-Lauenburg neutrale di suo fratello, dove però le truppe tennero un atteggiamento ostile. Dopo la sconfitta di Cristiano IV, Francesco Carlo chiese ad Albrecht von Wallenstein di aiutarlo ad ottenere una nuova riconciliazione con l'imperatore Ferdinando II.
Il 19 settembre 1628 Francesco Carlo sposò Agnese di Brandeburgo, vedova del duca Filippo Giulio di Pomerania-Wolgast. Dopo lo sbarco in Pomerania di re Gustavo II Adolfo di Svezia, avvenuto nel 1630, Francesco Carlo entrò al suo servizio come colonnello. Francesco Carlo venne in seguito catturato presso la residenza del fratello Augusto a Ratzeburg dal generale imperiale Pappenheim, ma venne presto rilasciato per tornare al servizio della Svezia. Con la morte di Gustavo Adolfo, Francesco Carlo cambiò fazione e si unì all'esercito dell'Elettorato di Sassonia, cosa che gli consentì di riconciliarsi nuovamente con l'Imperatore.
Nel 1637 Francesco Carlo si convertì al cattolicesimo ed entrò a far parte dell'esercito imperiale con il grado di maggiore generale. Dopo la morte della sua prima moglie, grazie alla mediazione imperiale, il 27 agosto 1639, a Sopron, Francesco Carlo sposò Caterina di Brandeburgo, la ricca vedova del principe transilvano Gabriele Bethlen. Caterina vendette tutti i suoi possedimenti ungheresi e si trasferì con il marito in Germania, dove morì nel 1649. Francesco Carlo si sposò nuovamente nel 1651 con la contessa Elisabetta Cristina di Meggau, vedova del barone Adolfo Cristoforo di Teuff. Lasciato il servizio militare intraprese un viaggio in Italia. Morì a Neuhaus e, nonostante i tre matrimoni, lasciò unicamente eredi illegittimi.

## Antenati
|                                       |                                |                                   | Genitori                          |  |  | Nonni |  |  | Bisnonni                       |  |  | Trisnonni                        |  |
|                                       |                                |                                   |                                   |  |  |       |  |  | Magnus I di Sassonia-Lauenburg |  |  | Giovanni V di Sassonia-Lauenburg |  |
|                                       |                                |                                   |                                   |  |  |       |  |  | Magnus I di Sassonia-Lauenburg |  |  | Giovanni V di Sassonia-Lauenburg |  |
|                                       |                                | Dorotea di Hohenzollern           |                                   |  |  |       |  |  | Magnus I di Sassonia-Lauenburg |  |  |                                  |  |
| Francesco I di Sassonia-Lauenburg     |                                |                                   |                                   |  |  |       |  |  | Magnus I di Sassonia-Lauenburg |  |  |                                  |  |
|                                       |                                | Caterina di Braunschweig-Lüneburg | Enrico IV di Brunswick-Lüneburg   |  |  |       |  |  |                                |  |  |                                  |  |
|                                       |                                | Caterina di Braunschweig-Lüneburg | Enrico IV di Brunswick-Lüneburg   |  |  |       |  |  |                                |  |  |                                  |  |
|                                       |                                | Caterina di Braunschweig-Lüneburg | Caterina di Pomerania-Wolgast     |  |  |       |  |  |                                |  |  |                                  |  |
| Francesco II di Sassonia-Lauenburg    |                                | Caterina di Braunschweig-Lüneburg |                                   |  |  |       |  |  |                                |  |  |                                  |  |
|                                       |                                | Enrico IV di Sassonia             | Alberto III di Sassonia           |  |  |       |  |  |                                |  |  |                                  |  |
|                                       |                                | Enrico IV di Sassonia             | Alberto III di Sassonia           |  |  |       |  |  |                                |  |  |                                  |  |
|                                       |                                | Enrico IV di Sassonia             | Sidonia di Boemia                 |  |  |       |  |  |                                |  |  |                                  |  |
| Sibilla di Sassonia                   |                                | Enrico IV di Sassonia             |                                   |  |  |       |  |  |                                |  |  |                                  |  |
|                                       |                                | Caterina di Meclemburgo-Schwerin  | Magnus II di Meclemburgo-Schwerin |  |  |       |  |  |                                |  |  |                                  |  |
|                                       |                                | Caterina di Meclemburgo-Schwerin  | Magnus II di Meclemburgo-Schwerin |  |  |       |  |  |                                |  |  |                                  |  |
|                                       |                                | Caterina di Meclemburgo-Schwerin  | Sofia di Pomerania-Wolgast        |  |  |       |  |  |                                |  |  |                                  |  |
| Francesco Carlo di Sassonia-Lauenburg |                                | Caterina di Meclemburgo-Schwerin  |                                   |  |  |       |  |  |                                |  |  |                                  |  |
|                                       | Enrico V di Brunswick-Lüneburg | Enrico IV di Brunswick-Lüneburg   |                                   |  |  |       |  |  |                                |  |  |                                  |  |
|                                       | Enrico V di Brunswick-Lüneburg | Enrico IV di Brunswick-Lüneburg   |                                   |  |  |       |  |  |                                |  |  |                                  |  |
|                                       | Enrico V di Brunswick-Lüneburg | Caterina di Pomerania-Wolgast     |                                   |  |  |       |  |  |                                |  |  |                                  |  |
| Giulio di Brunswick-Lüneburg          | Enrico V di Brunswick-Lüneburg |                                   |                                   |  |  |       |  |  |                                |  |  |                                  |  |
|                                       |                                | Maria di Württemberg-Mömpelgard   | Enrico di Württemberg             |  |  |       |  |  |                                |  |  |                                  |  |
|                                       |                                | Maria di Württemberg-Mömpelgard   | Enrico di Württemberg             |  |  |       |  |  |                                |  |  |                                  |  |
|                                       |                                | Maria di Württemberg-Mömpelgard   | Elisabetta di Zweibrücken-Bitsch  |  |  |       |  |  |                                |  |  |                                  |  |
| Maria di Brunswick-Lüneburg           |                                | Maria di Württemberg-Mömpelgard   |                                   |  |  |       |  |  |                                |  |  |                                  |  |
|                                       |                                | Gioacchino II di Brandeburgo      | Gioacchino I di Brandeburgo       |  |  |       |  |  |                                |  |  |                                  |  |
|                                       |                                | Gioacchino II di Brandeburgo      | Gioacchino I di Brandeburgo       |  |  |       |  |  |                                |  |  |                                  |  |
|                                       |                                | Gioacchino II di Brandeburgo      | Elisabetta di Danimarca           |  |  |       |  |  |                                |  |  |                                  |  |
| Edvige di Brandeburgo                 |                                | Gioacchino II di Brandeburgo      |                                   |  |  |       |  |  |                                |  |  |                                  |  |
|                                       |                                | Edvige Iagellona                  | Sigismondo I Jagellone            |  |  |       |  |  |                                |  |  |                                  |  |
|                                       |                                | Edvige Iagellona                  | Sigismondo I Jagellone            |  |  |       |  |  |                                |  |  |                                  |  |
|                                       |                                | Edvige Iagellona                  | Barbara Zápolya                   |  |  |       |  |  |                                |  |  |                                  |  |
|                                       |                                | Edvige Iagellona                  |                                   |  |  |       |  |  |                                |  |  |                                  |  |